# Commune associée
En France, le statut de commune associée a été institué par la loi du 16 juillet 1971 sur les fusions et regroupements de communes, dite « loi Marcellin ». Il permet à des communes supprimées lors d'une fusion de conserver quelques particularités :
- un maire délégué, officier d'état civil et officier de police judiciaire, et susceptible de recevoir certaines délégations du maire ;
- une mairie annexe, qui est notamment responsable des actes d'état civil ;
- une section du centre communal d'action sociale ;
- une section électorale ;
- une commission consultative ou un conseil consultatif qui peut se saisir de toute affaire intéressant directement la population ou le territoire de la commune associée et faire des propositions au maire.

Une fusion de communes au cours de laquelle sont créées des communes associées est qualifiée de fusion-association (ou fusion complexe), par opposition à la fusion simple. En 2020, les trois départements qui renferment le plus de communes associées sont la Haute-Marne (81), la Meuse (72) et le Bas-Rhin (30).

## La loi Marcellin
À une époque où d'autres pays européens ont réduit le nombre de leurs communes, la loi Marcellin (art. L. 2113-1 et suivants du CGCT) a encouragé deux modes de rapprochement entre les communes : soit une fusion simple soit une fusion comportant la création d'une ou plusieurs communes associées. 
La loi Marcellin est généralement présentée comme un échec en raison du faible nombre de fusions survenues par rapport au nombre de communes en France, d'autant plus qu'une partie importante de ces fusions ont ensuite été annulées.
La loi relative au renforcement et à la simplification de la coopération intercommunale dite loi Chevènement a été entre autres conçue pour favoriser un regroupement volontaire des communes au sein d'intercommunalités rendues plus attractives.
La loi no 2010-1563 du 16 décembre 2010 de réforme des collectivités territoriales relance cette tentative de regroupement des communes, par la création des communes nouvelles, qui concerne le regroupement de communes contiguës, sur leur demande unanime, sur la demande de la majorité qualifiée des communes membres d'une même intercommunalité, d'une intercommunalité souhaitant se transformer purement et simplement en commune nouvelle, ou à la demande du Préfet, avec l'accord de la majorité qualifiée des communes. Cette loi supprime la possibilité de procéder à de nouvelles fusions de communes dans le cadre des dispositions, désormais abrogées, de la loi Marcellin.
Si une commune associée est rattachée à une commune nouvelle, elle perd son statut d'« associée », ou est transformée en commune déléguée.

## Maire délégué
D'après le code général des collectivités territoriales, le maire délégué d'une commune associée remplit les fonctions d'officier d'état civil et d'officier de police judiciaire. Il peut être chargé de l'exécution des lois et règlements de police. La commission consultative est présidée par le maire délégué ; la section du centre d'action sociale est gérée par un comité présidé par le maire délégué ; il est ordonnateur des recettes et des dépenses du budget de la section du centre.
Depuis les élections municipales de 2014, les habitants des communes associées n’élisent plus leur propre maire et doivent désormais choisir parmi les mêmes candidats que ceux de leur commune de rattachement. Depuis lors, c'est le conseil municipal de la commune absorbante qui désigne le maire délégué.

## Statistiques

### Nombre de communes associées
| 1971 | 0     | /        |
| 1972 | 18    | +18 /    |
| 1973 | 720   | +702 /   |
| 1974 | 939   | +219 /   |
| 1975 | 1 006 | +68 / -1 |
| 1976 | 1 010 | +5 / -1  |
| 1977 | 1 011 | +9 / -8  |
| 1978 | 995   | +2 / -18 |
| 1979 | 979   | +1 / -17 |
| 1980 | 958   | +3 / -24 |
| 1981 | 947   | / -11    |
| 1982 | 938   | +1 / -10 |
| 1983 | 909   | +1 / -30 |

| 1984 | 872 | / -37    |
| 1985 | 856 | / -16    |
| 1986 | 836 | / -20    |
| 1987 | 827 | / -9     |
| 1988 | 815 | +2 / -14 |
| 1989 | 803 | / -12    |
| 1990 | 799 | +2 / -6  |
| 1991 | 790 | +2 / -11 |
| 1992 | 781 | +1 / -10 |
| 1993 | 779 | / -2     |
| 1994 | 776 | +1 / -4  |
| 1995 | 769 | / -7     |
| 1996 | 768 | +2 / -3  |

| 1997 | 761 | / -7    |
| 1998 | 751 | / -10   |
| 1999 | 750 | / -1    |
| 2000 | 746 | +1 / -5 |
| 2001 | 746 | +1 / -1 |
| 2002 | 740 | / -6    |
| 2003 | 738 | / -2    |
| 2004 | 732 | / -6    |
| 2005 | 730 | / -2    |
| 2006 | 727 | / -3    |
| 2007 | 722 | / -5    |
| 2008 | 713 | / -9    |
| 2009 | 710 | / -3    |

Au 1er janvier 2009, il y avait 710 communes associées en France, contre 713 un an plus tôt, à la suite de la séparation de Saint-Gaudens et Lieoux d'une part, de Sens et Rosoy d'autre part, et à la transformation en fusion simple de Ribécourt-Dreslincourt.
La plupart des communes associées ont été créées dans les quatre années qui ont suivi la loi Marcellin. Ainsi, sur 1 041 communes qui ont bénéficié du statut, 1 007 l'ont obtenu avant 1975, 20 entre 1975 et 1980, 6 entre 1980 et 1990, 7 entre 1990 et 2000 et seulement 1 depuis 2000. Dès 1977, leur nombre total a diminué sous l'effet de deux tendances conjuguées : 
- dans certains cas - 98 communes - la transformation de fusion-association en fusion simple (qui supprime totalement la commune associée) ;
- dans d'autres cas - 232 communes - la « défusion » (qui rétablit la commune associée comme commune à part entière). Ainsi les trois communes de l’Aube ayant pour noms Bercenay-le-Hayer, Bourdenay et Trancault ont fusionné le 1er janvier 1973 en Val-d'Orvin, pour défusionner le 1er janvier 2000 au profit d’un autre type d’association (créé en 1992), la communauté de communes de l'Orvin et de l'Ardusson (élargie à des communes supplémentaires).
- une seule commune a cessé d'être commune associée pour une autre raison : il s'agit de Tôtes, d'abord commune associée à L'Oudon, qui est par la suite devenue chef-lieu de cette commune. Par ce changement, elle cessa d'être commune associée, tandis qu'inversement le précédent chef-lieu de la commune de L'Oudon (Saint-Martin-de-Fresnay) devenait commune associée.

#### Quelques chiffres
- La commune qui compte le plus grand nombre de communes associées est Isigny-le-Buat (Manche), qui a neuf communes associées. Bressuire (Deux-Sèvres) en a huit. L'ancienne commune de Val-de-Gris (Haute-Marne), de 1972 à 1983, en comptait douze.
- Les associations qui se sont le plus rapidement transformées en fusions simples sont :
  - Dédeling avec Château-Voué (Moselle) (1er février 1981 - 1er octobre 1982)
  - Nouan-sur-Loire avec Saint-Laurent-des-Eaux (Loir-et-Cher) (1er janvier 1972 - 5 décembre 1974)
  - Saint-Symphorien avec Entrepierres (Alpes-de-Haute-Provence) (1er février 1974 - 1er mars 1977)
- Les communes qui se sont séparées le plus rapidement après leur association sont :
  - Chartèves avec Mont-Saint-Père (Aisne) (1er octobre 1974 - 1er janvier 1978)
  - Saint-Sérotin avec Brannay (Yonne) (1er juillet 1972 - 1er janvier 1976)
  - Rocquefort avec Héricourt-en-Caux (Seine-Maritime) (10 avril 1973 - 29 octobre 1976)
  - Beuvry avec Béthune (Pas-de-Calais) (1er janvier 1994 - 20 novembre 1997)
- Les plus anciennes associations qui durent encore à ce jour[Quand ?] (elles sont effectives depuis le 1er janvier 1972) sont :
  - La Bosse et Écoman avec Vievy-le-Rayé (Loir-et-Cher)
  - Saint-Isle avec Le Genest (Mayenne)
  - Arance, Gouze et Lendresse avec Mont (Pyrénées-Atlantiques)
  - Saint-Jean-le-Priche, Loché et Sennecé-lès-Mâcon avec Mâcon (Saône-et-Loire)

#### Répartition par département
Le tableau ci-dessous indique, pour chaque département, le nombre de communes associées qui existent en 2008, et le nombre total de communes qui ont eu le statut de commune associée à une période donnée. Certains départements sont absents de la liste car jamais aucune commune n'y a eu ce statut.
| Département             | Communes associées | Communes associées |
| Département             | en 2008            | totales            |
| ----------------------- | ------------------ | ------------------ |
| Ain                     | 2                  | 17                 |
| Aisne                   | 3                  | 4                  |
| Alpes-de-Haute-Provence | 14                 | 23                 |
| Hautes-Alpes            | 1                  | 3                  |
| Ardèche                 | 6                  | 8                  |
| Ardennes                | 17                 | 20                 |
| Ariège                  | 5                  | 6                  |
| Aube                    | 2                  | 6                  |
| Aude                    | 1                  | 2                  |
| Aveyron                 | 1                  | 2                  |
| Calvados                | 37                 | 45                 |
| Cantal                  | 7                  | 9                  |
| Charente                | 11                 | 12                 |
| Charente-Maritime       | 8                  | 9                  |
| Corrèze                 | 2                  | 4                  |
| Côte-d'Or               | 4                  | 6                  |
| Côtes-d'Armor           | 0                  | 11                 |
| Creuse                  | 3                  | 3                  |
| Dordogne                | 14                 | 16                 |
| Doubs                   | 28                 | 36                 |
| Eure                    | 1                  | 3                  |
| Eure-et-Loir            | 19                 | 22                 |
| Finistère               | 1                  | 1                  |
| Haute-Garonne           | 2                  | 4                  |

| Département        | Communes associées | Communes associées |
| Département        | en 2008            | totales            |
| ------------------ | ------------------ | ------------------ |
| Gers               | 2                  | 4                  |
| Ille-et-Vilaine    | 2                  | 6                  |
| Indre              | 1                  | 1                  |
| Isère              | 3                  | 4                  |
| Jura               | 9                  | 18                 |
| Loir-et-Cher       | 3                  | 4                  |
| Loire              | 3                  | 5                  |
| Haute-Loire        | 0                  | 4                  |
| Loire-Atlantique   | 0                  | 2                  |
| Loiret             | 12                 | 13                 |
| Lot-et-Garonne     | 5                  | 14                 |
| Lozère             | 4                  | 7                  |
| Maine-et-Loire     | 10                 | 12                 |
| Manche             | 30                 | 46                 |
| Marne              | 5                  | 8                  |
| Haute-Marne        | 99                 | 140                |
| Mayenne            | 8                  | 16                 |
| Meurthe-et-Moselle | 0                  | 4                  |
| Meuse              | 76                 | 102                |
| Morbihan           | 0                  | 2                  |
| Moselle            | 9                  | 24                 |
| Nièvre             | 1                  | 1                  |
| Nord               | 5                  | 6                  |
| Oise               | 1                  | 2                  |

| Département           | Communes associées | Communes associées |
| Département           | en 2008            | totales            |
| --------------------- | ------------------ | ------------------ |
| Pas-de-Calais         | 3                  | 8                  |
| Puy-de-Dôme           | 2                  | 3                  |
| Pyrénées-Atlantiques  | 13                 | 22                 |
| Hautes-Pyrénées       | 3                  | 4                  |
| Pyrénées-Orientales   | 0                  | 6                  |
| Bas-Rhin              | 31                 | 41                 |
| Haut-Rhin             | 0                  | 2                  |
| Rhône                 | 1                  | 1                  |
| Haute-Saône           | 25                 | 29                 |
| Saône-et-Loire        | 6                  | 10                 |
| Savoie                | 12                 | 14                 |
| Haute-Savoie          | 2                  | 10                 |
| Seine-Maritime        | 4                  | 8                  |
| Seine-et-Marne        | 12                 | 15                 |
| Yvelines              | 1                  | 3                  |
| Deux-Sèvres           | 33                 | 41                 |
| Somme                 | 27                 | 27                 |
| Tarn                  | 1                  | 1                  |
| Vendée                | 9                  | 12                 |
| Vienne                | 11                 | 19                 |
| Haute-Vienne          | 3                  | 4                  |
| Vosges                | 2                  | 5                  |
| Yonne                 | 17                 | 34                 |
| Territoire de Belfort | 0                  | 5                  |
| Total                 | 703                | 1 041              |

#### Remarque
Il convient de noter que la création de communes associées fait apparaitre des doublons de noms de voies dans la commune ce qui peut porter à confusion pour les services d'urgence (15, 17 ou 18) et les services de navigation (GPS). Par exemple à Lille il y a près de 100 noms de voies à double ou triple exemplaire entre Lille, Lomme et Hellemmes[réf. nécessaire].